# Frederico Valsassina
Frederico Raul Tojal de Valsassina Heitor (Lisboa, 1955) é um arquitecto português.

## Biografia
Filho de Frederico Lúcio de Valsassina Heitor (17 de Julho de 1930 - 2010), Comendador da Ordem da Instrução Pública a 9 de Junho de 1995, trineto por via feminina dum Barão de Valsassina na Áustria, Diretor do Colégio Valsassina, Membro-Honorário da Ordem da Instrução Pública a 9 de Novembro de 1985, e Comendador da Ordem da Instrução Pública, e de sua mulher Maria Manuela de Oliveira Tojal (1933 - Lisboa, 25 de Março de 2017),[carece de fontes?] irmão do Ministro da Ciência, Tecnologia e Ensino Superior Manuel Heitor e neto materno do também arquitecto Raul Tojal, Frederico Valsassina frequentou o Colégio Valsassina, gerido pela sua família, e licenciou-se em Arquitectura, em Julho de 1979, na Escola Superior de Belas Artes de Lisboa (ESBAL).
Colabora com ateliers nacionais e estrangeiros tendo formado em 1986 o seu próprio atelier. Tem trabalhos publicados em Portugal e no Estrangeiro. Em 1995 é convidado pela Administração da Parque Expo para elaborar uma Zona da Vila Expo. Recebe a Menção Honrosa do Prémio Valmor 2003 referente ao Projecto Alcântara Rio. Em 2007 recebe o Prémio Nacional INH/ IHRU e está representado na Trienal de Lisboa. Em 2008 e 2009 está representado na Exposição World Architecture Festival em Barcelona. Em 2009 é seleccionado para o IV Prémio de Arquitectura ENOR. É, ainda, seleccionado para a Exposição Nacional de Arquitectura Habitar Portugal 2006/08 e Júri convidado para o Concurso Internacional de Arquitectura a decorrer na Universidade de Campinas - Brasil. Recebe o Prémio Valmor 2004 para o projecto do Art’s Business e Hotel Center no Parque das Nações. Em 2009 é convidado pelo Presidente da Ordem dos Arquitectos para presidir ao Júri do Concurso de Arquitectura Secil Universidades. Em 2012 recebe a Menção Honrosa do Prémio Valmor 2009 referente ao projecto dos Estúdios da R.T.P./R.D.P. Em 2013, em parceria com Manuel Aires Mateus e João Ferreira Nunes, recebe o prémio Valmor referente à Cobertura da Etar de Âlcantara.
Em 2014 recebe também em parceria com Manuel Aires Mateus a Menção Honrosa do Prémio Valmor 2012 com a recuperação de um edifício de habitação na Rua Rosa Araújo.
Tem projectos de referência na área da reabilitação nomeadamente o Palácio Condes de Murça que recebeu o Prémio Nacional de Reabilitação Urbana em 2015 e o Palácio do Contador Mor em 2016.
Com o projecto da Adega Herdade do Freixo em 2017 recebe a menção honrosa do prémio FAD e o Prémio CONSTRUIR 2017. Em 2018 recebe o prémio Archdaily Obra do Ano na categoria Arquitectura Industrial com o mesmo projecto e o prémio Nacional de Reabilitação Urbana com o Edifício de Habitação na Av. República em Lisboa.

## Obras
- Complexo Art's Business, Hotel Center (Parque das Nações, Lisboa)
- Edifício dos Estúdios da RTP
- Ampliação de Edifício de Habitação na Rua Rosa Araújo, com Manuel Aires Mateus
- Ampliação e nova cobertura da ETAR de Alcântara, com Manuel Aires Mateus e João Ferreira Nunes (Proap)
- Shopping Braga Parque

## Prémios
- Prémio Valmor 2004 com o complexo Art's Business, Hotel Center.[3]
- Menção honrosa do Prémio Valmor 2009
- Menção honrosa do Prémio Valmor 2012
- Prémio Valmor 2013
- Prémio Nacional de Reabilitação Urbana 2015
- Prémio Nacional de Reabilitação Urbana 2016
- Archdaily Building of the year Award - Industrial Architecture 2018